# Deira (Dubaï)

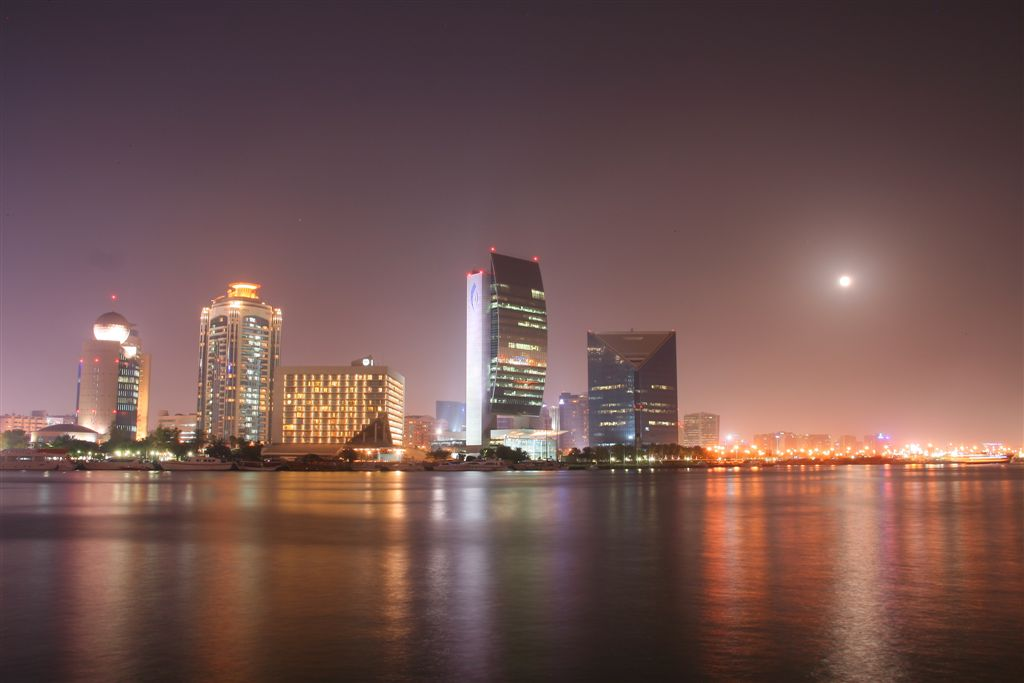
Vue de Deira la nuit.

Deira (en arabe : ديرة) est un quartier de la ville de Dubaï (Émirats arabes unis), bordé par le Golfe Persique, Charjah et Khor Dubaï.
Historiquement, ce quartier a été le centre de Dubaï mais il a perdu de son influence au cours de ces dernières années face à l'émergence et à la croissance du quartier de Sheikh Zayed Road et des autres zones en direction d'Abou Dabi. Il est aussi connu pour son port.